# Второй флот ВМС США

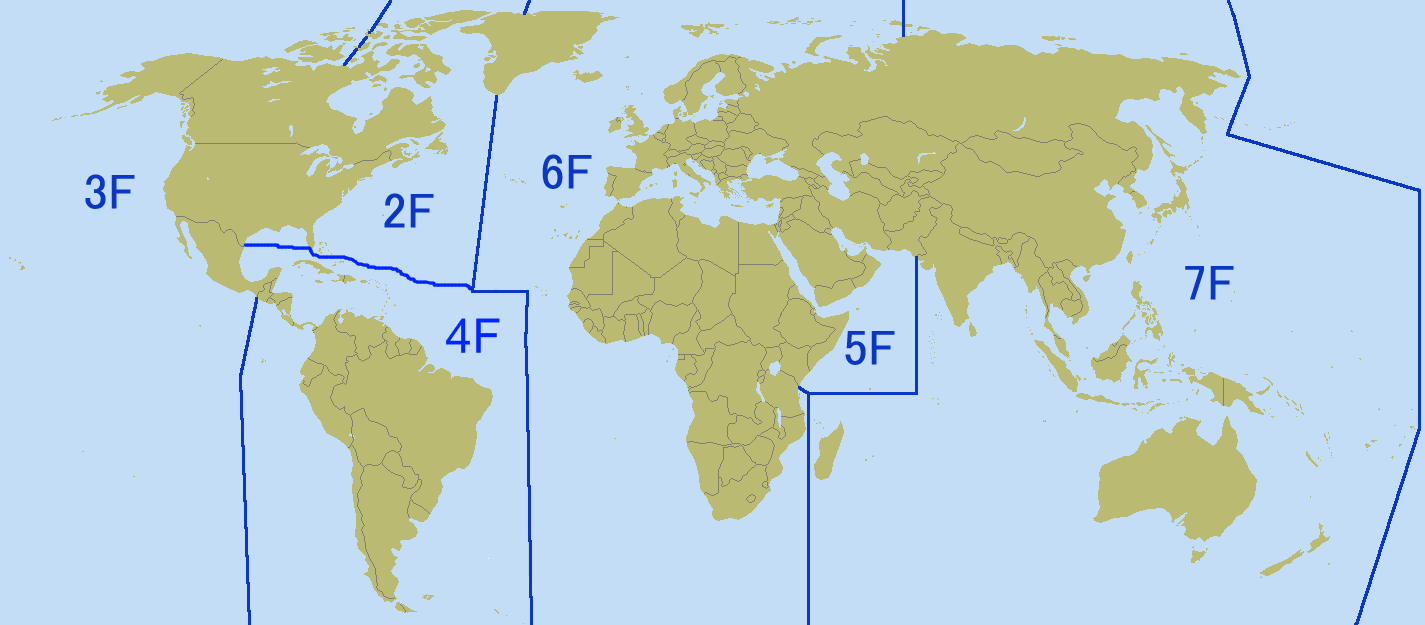
Зоны ответственности флотов США

Второй Флот — оперативный флот, или оперативная единица ВМС США, в зону ответственности которого входит северная часть Атлантического океана. Административный центр флота — военно-морская база (ВМБ) Норфолк.

## Миссия
Командующий Военно-морскими операциями ВМС США адмирал Джон Ричардсон 24 августа 2018 года заявил о воссоздании второго флота ВМС с целью сдерживания России в Северной Атлантике. До своего расформирования, во время холодной войны 2-й флот являлся крупнейшим флотом США и выполнял задачи сдерживания северного флота СССР.

## Действующий состав флота
За исключением штаба и отделов обеспечения, оперативные флота постоянного состава не имеют. Силы и средства выделяются в их состав приказом Оперативного штаба ВМС по мере необходимости.
Данные на 12 октября 2018 года:

### Норфолк

#### Крейсера УРО
- CG 55 Leyte Gulf
- CG 56 San Jacinto
- CG 60 Normandy
- CG 61 Monterey
- CG 68 Anzio
- CG 72 Vella Gulf

#### Авианосцы атомные
- USS Enterprise (CVN-65) (списан 1 декабря 2012 года)
- CVN 69 Dwight D. Eisenhower
- CVN 71 Theodore Roosevelt
- CVN 73 George Washington
- CVN 75 Harry S. Truman

#### Эсминцы УРО
- DDG 51 Arleigh Burke
- DDG 52 Barry
- DDG 55 Stout
- DDG 57 Mitscher
- DDG 58 Laboon
- DDG 61 Ramage
- DDG 66 Gonzalez
- DDG 67 Cole
- DDG 71 Ross
- DDG 72 Mahan
- DDG 74 McFaul
- DDG 75 Donald Cook
- DDG 78 Porter
- DDG 79 Oscar Austin
- DDG 81 Winston S. Churchill
- DDG 84 Bulkeley
- DDG 87 Mason
- DDG 94 Nitze
- DDG 95 James E. Williams
- DDG 96 Bainbridge
- DDG 98 Forrest Sherman

#### Фрегаты УРО
- FFG 47 NICHOLAS
- FFG 52 CARR
- FFG 53 Hawes
- FFG 55 ELROD
- FFG 59 KAUFFMAN

#### Десантно-вертолётонесущие суда
- LHA 4 NASSAU
- LHD 1 WASP
- LHD 3 KEARSARGE
- LHD 5 BATAAN
- LHD 7 IWO JIMA
- LPD 17 SAN ANTONIO
- LPD 19 MESA VERDE
- LPD 13 NASHVILLE
- LPD 15 PONCE

#### Атомные ПЛ
- SSN 699 JACKSONVILLE
- SSN 714 NORFOLK
- SSN 723 OKLAHOMA CITY
- SSN 750 NEWPORT NEWS
- SSN 753 ALBANY
- SSN 756 SCRANTON
- SSN 764 BOISE
- SSN 765 MONTPELIER

### Гротон
Атомные ПЛ:
- SSN 690 PHILADELPHIA
- SSN 691 MEMPHIS
- SSN 700 DALLAS
- SSN 706 ALBUQUERQUE
- SSN 719 PROVIDENCE
- SSN 720 PITTSBURGH
- SSN 751 SAN JUAN
- SSN 755 MIAMI
- SSN 757 ALEXANDRIA
- SSN 760 ANNAPOLIS
- SSN 761 SPRINGFIELD
- SSN 768 HARTFORD
- SSN 769 TOLEDO
- SSN 774 VIRGINIA
- SSN 775 TEXAS

### Литл-Крик

#### Десантные суда
- LSD 41 WHIDBEY ISLAND
- LSD 43 FORT MCHENRY
- LSD 44 GUNSTON HALL
- LSD 48 ASHLAND
- LSD 50 CARTER HALL
- LSD 51 OAK HILL

#### Патрульные корабли
- PC 3 HURRICANE
- PC 7 SQUALL
- PC 11 WHIRLWIND
- PC 12 THUNDERBOLT

### Кингс-Бей
- SSBN 732 ALASKA
- SSBN 734 TENNESSEE
- SSBN 736 WEST VIRGINIA
- SSBN 738 MARYLAND
- SSBN 740 RHODE ISLAND
- SSBN 742 WYOMING
- SSGN 726
- SSGN 728 FLORIDA
- SSGN 729 GEORGIA